# Diözie

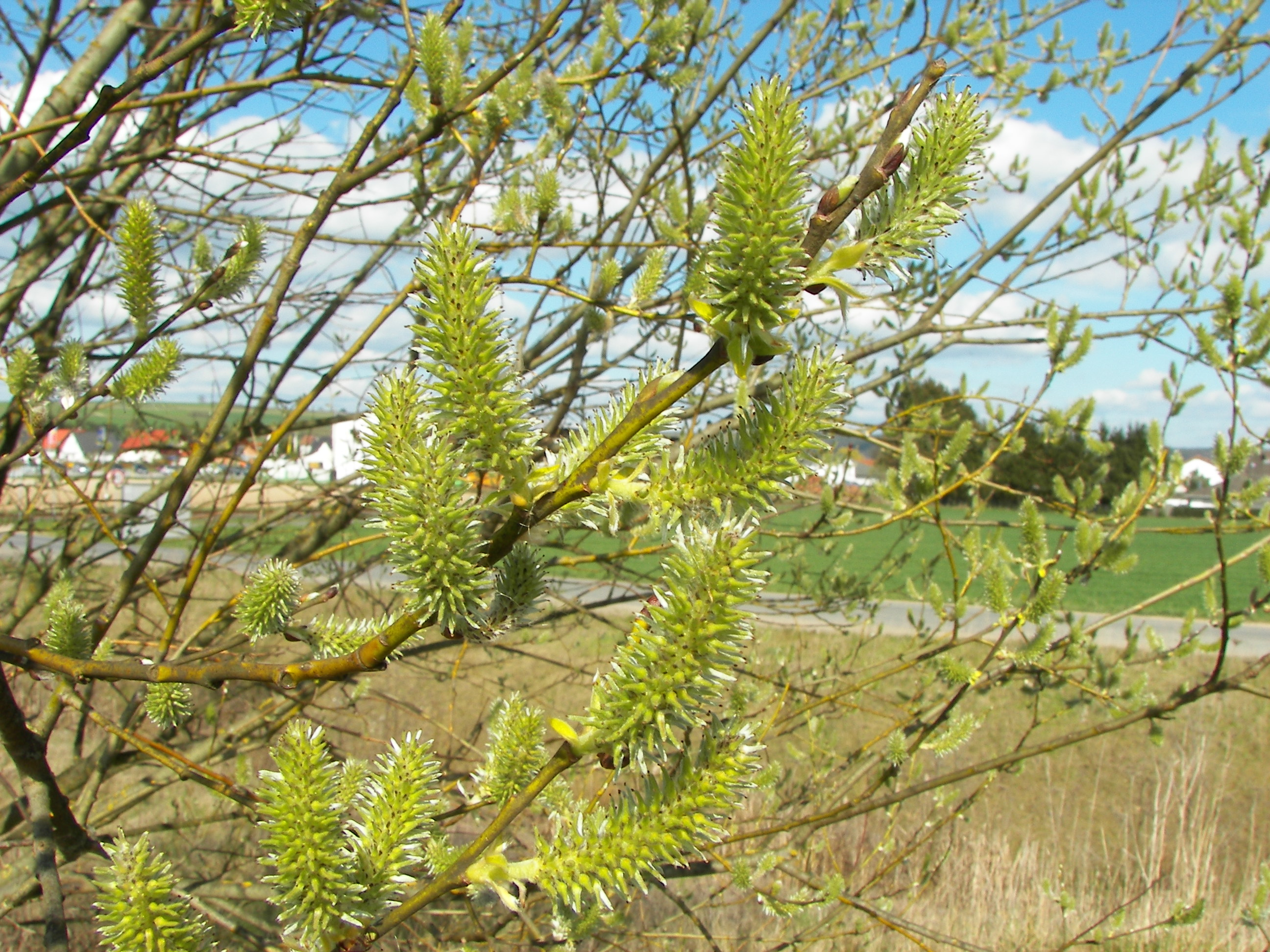
Salweide; Zweige eines weiblichen Baumes tragen nur weibliche Blüten

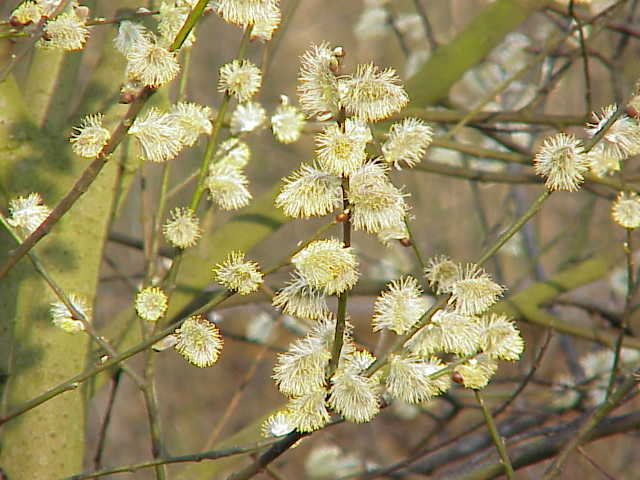
Salweide; Zweige eines männlichen Baumes tragen nur männliche Blüten

Diözie (von altgriechisch δίς dis „zweimal“ und οἰκία oikia „Haus“) oder Zweihäusigkeit ist eine Form der getrennten Geschlechtsverteilung bei Samenpflanzen. Weibliche und männliche Blüten kommen auf getrennten Individuen vor. Bei Pilzen spricht man von Diözie, wenn es zwei Typen von Myzelien gibt und einer davon nur als Kernspender, der andere nur als Kernempfänger dienen kann.
Diözie bei Pflanzen kommt in vielen Pflanzenfamilien vor, jedoch meist in geringer Häufigkeit. Nur wenige Familien sind gänzlich diözisch, wie die Weidengewächse (Salicaceae). Aufgrund der systematischen Verteilung ist Diözie sicher oftmals unabhängig voneinander entstanden.
Diözie führt zu vollständiger Fremdbestäubung, Inzuchtdepression wird also vermieden. Der Nachteil ist, dass nur rund die Hälfte der Population Samen bildet.
Eine nähere räumliche Trennung der Blüten findet sich bei der Einhäusigkeit (Monözie), die Mischform ist die Subdiözie.

## Verbreitung
Diözie kommt bei den Nacktsamern bei allen Palmfarnen (Cycadales), bei Ginkgo und bei etlichen Gnetopsida vor. Bei den Kiefernartigen ist sie selten.
Bei den Bedecktsamern enthalten rund 7 % aller Gattungen zumindest eine diözische Art. Rund 6 % aller Bedecktsamer-Arten sind diözisch. Die meisten diözischen Gattungen haben ausschließlich diözische Arten, nur ein Drittel der Gattungen hat mehr als eine Geschlechtsverteilung. Diözie ist unter den Bedecktsamern weit verbreitet, kommt sie doch in über 40 % der Familien vor.
Diözie ist bei Zweikeimblättrigen etwas häufiger als bei Einkeimblättrigen. Besonders viele diözische Arten finden sich bei den Lauraceae, Menispermaceae, Myristicaceae, Euphorbiaceae, Moraceae und Urticaceae. Generell ist Diözie bei den weniger abgeleiteten Sippen häufiger als bei den stärker abgeleiteten.
Merkmale, die überdurchschnittlich häufig mit Diözie verbunden sind, sind in absteigender Häufigkeit: Monözie bei verwandten Arten, kletternder Wuchs, Ausbreitung der Diasporen durch Tiere (Zoochorie), nicht-tierische Bestäubung (Wind- und Wasserbestäubung), strauchige Wuchsform und tropische Verbreitung. Parasiten bzw. Heterotrophe unterschiedlichster Ausprägung machen zwar nur 4 % der diözischen Gattungen aus, in dieser Gruppe ist Diözie jedoch überrepräsentiert mit 43 von insgesamt 135 heterotrophen Gattungen.

## Genetische Kontrolle der Diözie
Bei den meisten diözischen Arten wird die Ausprägung des Geschlechts durch Geschlechtschromosomen bestimmt. Bei den meisten Arten sind die männlichen Pflanzen heterogametisch XY und die weiblichen homogametisch XX. Ausnahmen, bei denen die männlichen Pflanzen homogametisch sind, ist etwa Potentilla fruticosa und die Gattung Cotula. Das genetische Geschlecht kann jedoch durch Umwelteinflüsse überprägt werden.
Diözie ist bei Samenpflanzen ein abgeleitetes Merkmal. In vielen eingeschlechtigen Pflanzen finden sich rudimentäre Organe des anderen Geschlechts. Die Eingeschlechtigkeit entsteht also durch die Unterdrückung der Ausbildung des anderen Geschlechts: Weibliche Pflanzen sind männlich-steril, die männlichen Pflanzen weiblich steril. Männliche Sterilität zeigt sich meist in der Reduktion der Antheren zu reduzierten, kleinen Staminodien; weibliche Sterilität führt zu kleinen Stempeln (Pistillodium), in denen keine Samenanlagen gebildet werden.
Manchmal ist die Diözie auch kryptisch, das heißt, die Blüten sind morphologisch zwittrig mit reichlich Pollen-produzierenden Staubblättern und normal großen Fruchtknoten. Bei einigen Nachtschatten-Arten (Solanum) bilden die weiblich-fertilen Pflanzen nicht-keimfähigen Pollen. An den Narben der Pflanzen, die fertilen Pollen bilden, kann kein Pollen auskeimen. Der Vorteil für die Pflanzen, dennoch sterilen Pollen bzw. sterile Fruchtknoten zu bilden, wird damit erklärt, dass der Blütenbesuch durch die Bestäuber besser ist, wenn alle Blüten Pollen und den (in den Fruchtknoten produzierten) Nektar enthalten.